# Pouteria beaurepairei
Pouteria beaurepairei är en tvåhjärtbladig växtart som först beskrevs av Auguste François Marie Glaziou och Christen Christiansen Raunkiaer, och fick sitt nu gällande namn av Charles Baehni. Pouteria beaurepairei ingår i släktet Pouteria och familjen Sapotaceae. Inga underarter finns listade i Catalogue of Life.

## Bildgalleri

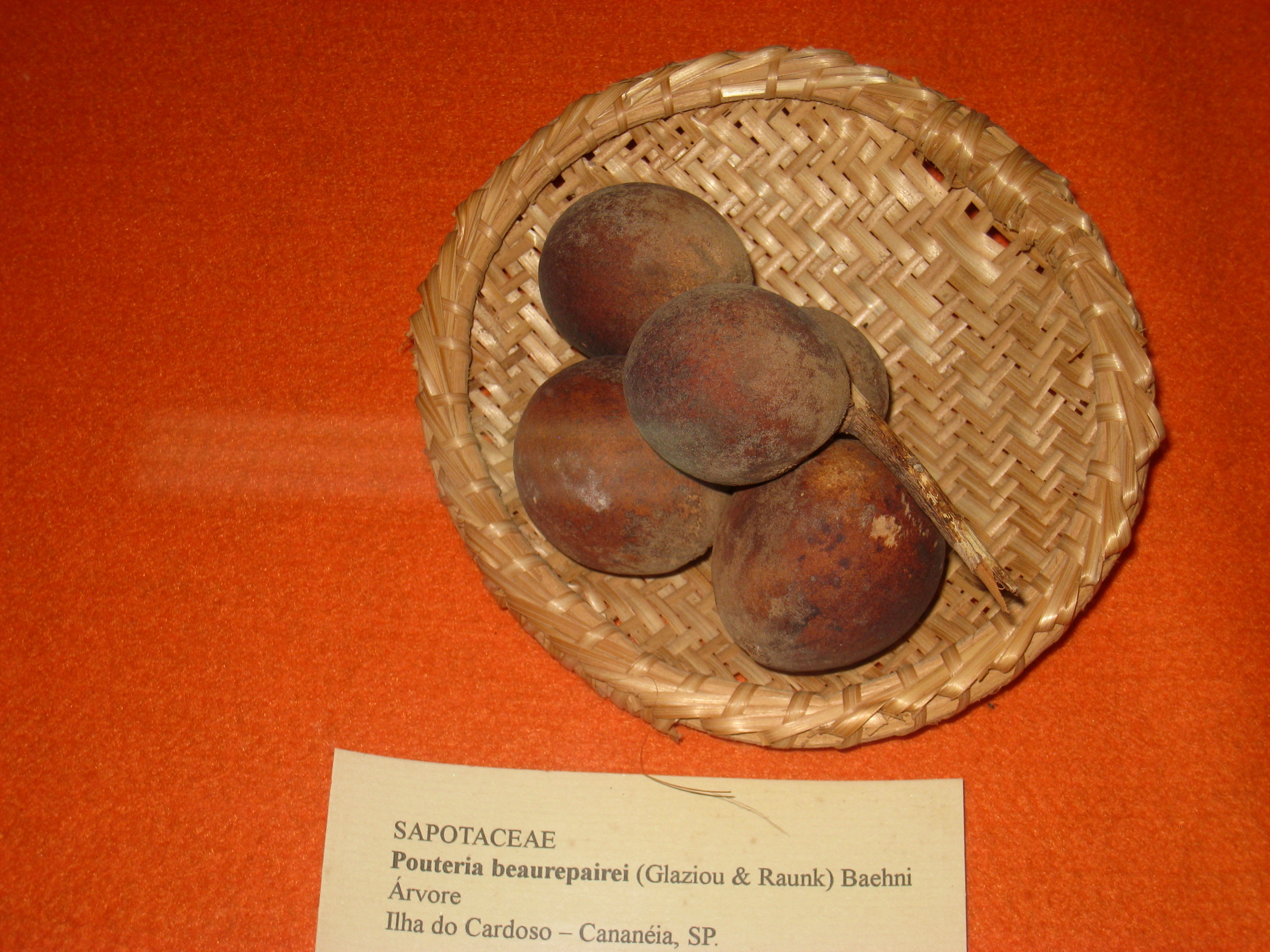